# دفاع النباتات ضد العواشب

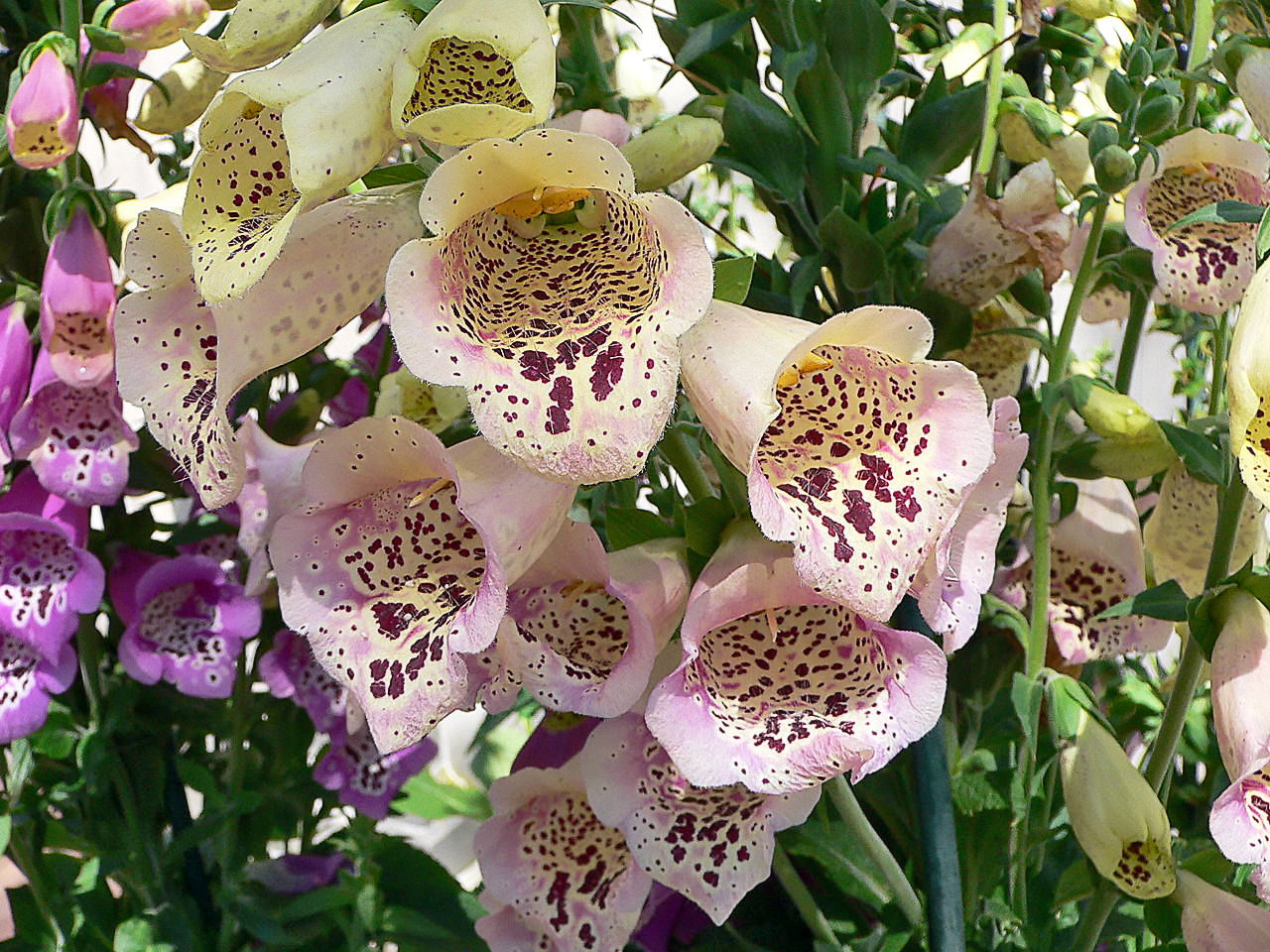
يفرز نبات القمعية مواداً كيميائية عديدة ذات تأثير مميت مثل الغليكوزيدات القلبية والستيرويدية.

دفاع النبات ضد الحيوانات العاشبة (بالإنجليزية: Plant defense against herbivory) أو مقاومة النبات العائل (بالإنجليزية: Host-plant resistance) (اختصارًا: HPR) هو مجموعة من التكيفات التي طورتها النباتات لتحسين قدرتها على البقاء والتكاثر من خلال تقليل تأثير الحيوانات العاشبة. يمكن أن تحس النباتات عندما تُلمَس، ويمكن أن تستخدم استراتيجيات عديدة للدفاع عن نفسها في مواجهة الضرر الذي تسببه الحيوانات العاشبة. تُنتج العديد من النباتات مستقلبات ثانوية تعرف باسم الألومونات (بالإنجليزية: Allomones)‏ تؤثر على سلوك الحيوانات العاشبة ونموها وبقائها. يمكن أن تكون الدفاعات الكيميائية طاردة أو سامة للحيوانات العاشبة، أو تقلل استساغة تلك الحيوانات لها.
من الاستراتيجيات الدفاعية الأخرى التي تستخدمها النباتات الهروب أو تجنب الحيوانات العاشبة في أي زمان أو\و أي مكان، مثال على ذلك: النمو في موقع لا تستطيع الحيوانات العاشبة الوصول إليه أو ملاحظته، أو عن طريق تغيير أنماط النمو الفصلية. من الطرق الأخرى تحويل الحيوانات العاشبة إلى تناول الأجزاء غير الضرورية، أو تعزيز قدرة النبات على التعافي من الضرر الناجم على الحيوانات العاشبة. تشجع بعض النباتات وجود الأعداء الحيوية للحيوانات العاشبة التي تقوم بدورها بحماية النباتات. يمكن أن يكون كل نوع من الدفاعات تكوينيًا (موجودًا بشكل دائم في النبات)، أو مستحثًا (تنتجه النباتات في رد فعل على الضرر أو الضغط الذي تسببه الحيوانات العاشبة).
تاريخيًا، الحشرات هي الحيوانات العاشبة الأكثر أهمية، وتطور النباتات الأرضية مرتبط ارتباطاً وثيقًا بتطور الحشرات. في حين أن معظم دفاعات النباتات موجهة ضد الحشرات، تطورت دفاعات أخرى موجهة ضد الحيوانات العاشبة الفقارية مثل الطيور والثدييات. دراسة دفاعات النباتات ضد الحيوانات العاشبة مهمة، ليس فقط من وجهة نظر تطورية، بل أيضًا للتأثير المباشر لهذه الدفاعات على الزراعة، بما في ذلك مصادر الغذاء البشرية والحيوانية، وبصفتها وسائل مكافحة حيوية في برامج المكافحة الحيوية للآفات، بالإضافة إلى البحث في الخصائص الدوائية للنباتات.
أنواع الحشرات
بشكل عام، تم تقسيم الحشرات العاشبة بشكل تقليدي إلى مجموعتين (حشو متعدد) تتغذى على عدة مضيفات من عائلات نباتية مختلفة، أو متخصصين (أحادي المريء وقليل)، يتغذون على أنواع نباتية أو بضعة أنواع من نفس العائلة

## تطور الصفات الدفاعية
تطورت أولى النباتات الأرضية من النباتات المائية قبل قرابة 450 مليون سنة تقريبًا في العصر الأردوفيشي. تأقلمت العديد من النباتات مع البيئة الأرضية المفتقرة لعنصر اليود عن طريق إخراج اليود من عملياتها الاستقلابية. في الحقيقة، اليود ضروري فقط للخلايا الحيوانية. من الأفعال المضادة للطفيليات هي منع نقل اليود في الخلايا الحيوانية عن طريق تثبيط ناقل يوديد الصوديوم (بالإنجليزية: Sodium-Iodide symporter) (بالإنجليزية اختصارًا: NIS). العديد من مبيدات الحشرات النباتية هي غليكوزيدات (مثل سموم الديجيتوكسين القلبية) وغليكوزيدات سيانوجينية محررة للسيانيد (الذي يثبط عمل أنزيم سيتوكروم سي أوكسيداز وناقل يوديد الصوديوم) السام بالنسبة لجزء كبير من الطفيليات والحيوانات العاشبة وليس سامًا للخلايا النباتية، والذي يبدو مفيدًا للنباتات لدوره في مرحلة سكون البذور. اليوديد ليس مبيدًا حشريًا، ولكن يتحول عند أكسدته بواسطة أنزيمات البيروكسيداز في الخضروات إلى اليود الذي هو مضاد أكسدة قوي، تصبح لديه مقدرة على قتل البكتريا والفطريات والأوليات.
شهد العصر الطباشيري ظهور المزيد من آليات الدفاع النباتية. ارتبط تنوع النباتات الزهرية (مغلفات البذور) في ذلك الوقت بالتنوع الكبير والمفاجئ للحشرات. مثل تنوع الحشرات ذلك قوة انتخابية مهمة في عملية تطور النباتات، وأدى إلى انتخاب النباتات التي تمتلك تكيفات دفاعية. كانت الحشرات العاشبة الأولى من ذوات الفكوك، تقطع أو تقضم الغطاء النباتي، ولكن أدى تطور النباتات الوعائية إلى التطور المرافق لأشكال أخرى من أشكال التغذي على الأعشاب، مثل مص العصارة، وحفر الأنفاق في الأوراق، وتشكيل الثآليل، والتغذي على الرحيق.
قد يحدد مستوى المركبات الدفاعية في الأنواع النباتية المختلفة الوفرة النسبية لتلك الأنواع في المجتمعات البيئية التي تتضمن الغابات وأراضي الأعشاب. نظرًا إلى أن تكلفة استبدال الأوراق المتضررة تكون أكبر في الظروف التي تكون فيها الموارد شحيحة، فقد تلجأ النباتات إلى توظيف المزيد من الموارد في آلياتها الدفاعية ضد الحيوانات العاشبة في المناطق التي تعاني قلة في الماء والعناصر المغذية.

## الأنواع
يمكن تصنيف الدفاعات النباتية عمومًا إلى دفاعات تكوينية ومستحثة. تكون الدفاعات التكوينية موجودة بشكل دائم في النباتات، بينما تنتَج الدفاعات المستحثة أو تُمثَّل في الموقع عندما يُصاب النبات. يوجد تباين كبير في تكوين وتركيز الدفاعات التكوينية، وتتراوح بين الدفاعات الميكانيكية والمقللة للاستساغة والسموم. العديد من الدفاعات الميكانيكية الخارجية والدفاعات الكمية الكبيرة هي تكوينية، وتتطلب كمية كبيرة من الموارد لإنتاجها ويصعب تمثيلها. تُستخدم العديد من الطرق الجزيئية والبيوكيميائية لتحديد آلية استجابات الدفاعات النباتية التكوينية والمستحثة ضد الحيوانات العاشبة.
تتضمن الدفاعات المستحثة نواتج التمثيل الثانوية، بالإضافة إلى التغيرات المورفولوجية والفيزيولوجية. تتميز الدفاعات المستحثة بالمقارنة مع التكوينية بأنها تُنتَج فقط عند الحاجة إليها، وبالتالي قد تكون أقل تكلفة، وخاصة عند يكون تغذي الحيوانات العاشبة عليها متغيرًا. تشمل أنماط الدفاع المستحث المقاومة المكتسبة الجهازية والمقاومة المستحثة الجهازية النباتية.
الدفاعات النباتية المضيفة ضد الحشرات
تنقسم دفاعات النبات المضيف إلى نوعين
1- الدفاعات المباشرة
الخصائص الهيكلية للنبات مثل الشمع والأشواك على سطح الورقة أو الترايكوميز، سمك / شكل جدار الخلية والتشويه، أول حاجز مادي لتغذية الحشرات هو المستقلبات الثانوية التي تعمل كسموم وتؤثر أيضًا على مخفضات النمو والتطور والهضم. العوائق التالية التي تدافع عن المصنع من الهجوم اللاحق
2- طرق الدفاع غير المباشر
   يمكن تحريض أو تحريض الدفاعات غير المباشرة نتيجة للعمل المشترك للضرر الميكانيكي ونخب من مهاجمة العشب.

### الدفاعات الكيميائية
يرتبط تطور الدفاعات الكيميائية عند النباتات بظهور المركبات الكيميائية التي لا تدخل في عمليات التمثيل الضوئي والعمليات الاستقلابية الضرورية. تلك المركبات (نواتج الاستقلاب الثانوية) هي مركبات عضوية لا تدخل بشكل مباشر في النمو الطبيعي وتطور وتكاثر الكائنات، وتُنتج عادة بصفتها نواتج ثانوية أثناء تمثيل النواتج الاستقلابية الأولية. على الرغم من الاعتقاد بأن نواتج الاستقلاب تلك تلعب دورًا رئيسيًا في الدفاع ضد الحيوانات العاشبة، أظهر تحليل استعراضي للدراسات الحديثة ذات الصلة بأن لديها تدخلًا إما أقل في الدفاع (عند مقارنتها بالمستقلبات غير الثانوية، مثل النواتج الأولية الكيميائية والفيزيولوجية) أو تدخلًا أكثر تعقيدًا.

### المستقلبات النوعية والكمية
تتميز المستقلبات الثانوية غالبًا بأنها إما نوعية أو كمية. تُعرَّف المستقلبات النوعية بأنها سموم تتدخل في استقلاب الحيوانات العاشبة، وغالبًا عن طريق منع تفاعلات كيميائية محددة. توجد المركبات الكيميائية النوعية في النباتات بتراكيز قليلة نسبيًا (غالبًا أقل من 2% من الوزن الجاف)، ولا تعتمد في تأثيرها على الجرعة. تكون عادة جزئيات صغيرة منحلة في الماء، لذلك يمكن تمثيلها بسرعة، ونقلها وتخزينها باستهلاك طاقة أقل نسبيًا في النبات. تكون الألومونات النوعية عادة فعالة ضد الحيوانات العاشبة العامة غير المتكيفة.
المركبات الكيميائية الكمية هي تلك التي توجد بتراكيز عالية في النباتات (5 - 40% من الوزن الجاف) وتكون فعالة بشكل متساوٍ ضد الحيوانات العاشبة العامة والمتخصصة. العديد من المستقلبات الكمية هي مقللات للاستساغة، تجعل الجدر الخلوية للنبات غير مستساغة بالنسبة للحيوانات. تكون تأثيرات المستقلبات الكمية معتمدة على الجرعة وكلما ازدادت نسبة تلك المواد الكيميائية في طعام الحيوان العاشب، تقل المواد الغذائية التي يمكن للحيوان العاشب أن يحصل عليها من الأنسجة النباتية. نظرًا إلى كونها جزيئات كبيرة نسبيًا، تستهلك تلك الدفاعات طاقة كبيرة لإنتاجها والحفاظ عليها، وغالبًا ما يأخذ تمثيلها ونقلها وقتًا أطول.
ينتج نبات اللقلقي (الجيرانيوم) على سبيل المثال مركبًا كيميائيًا فريدًا في بتلات أزهاره للدفاع عن نفسه ضد الخنافس اليابانية. يشل المركب الكيميائي الحشرة بعد 30 دقيقة من تناوله. في حين أنه يزول تأثير هذا المركب عادةً بعد بضع ساعات، غالبًا ما تُلتهم تلك الخنفساء أثناء ذلك من قبل مفترساتها.
آليات الدفاع عن النبات
النباتات لديها الكثير من الآليات للدفاع عن الحشرات العشبية في هذا التقرير وسأتحدث عن تسع من هذه الآليات:
1.الشوك (الأشواك هي في الأساس فروع مدببة أو سيقان. هم لطعن الحشرات العاشبة)
2.وخز (وخز في الحقيقة هو النتوءات المدببة من بشرة النبات لتجنب الحيوانات المفترسة)
3.العمود الفقري (  لا يدافع العمود الفقري عن سيقان الصبار المثيرة ضد آكل العصارة الفاسدة فحسب، بل يحميهم أيضًا من أشعة الشمس الصحراوية التي لا هوادة فيها)
4.السم ( بعض النباتات سامة. ولكن ما يشكل «سم» لكائن ما قد يكون مركبًا خاملًا لآخر)
5.إشارات كيميائية (النباتات التي تتعرض للهجوم من قبل المتصفحات أو الآفات الحشرية أو التي تتعرض لظروف مرهقة مثل الجفاف أو العدوى الميكروبية قد تحذر النباتات الأخرى من الأزمات الوشيكة عن طريق إطلاق المركبات العضوية المتطايرة)

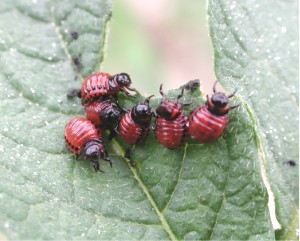
يرقات خنفساء بطاطس كولورادو تلتهم ورقة نبات

## اقرأ أيضاً
- تكيف
- حيوانات عاشبة